# Mira de ferro

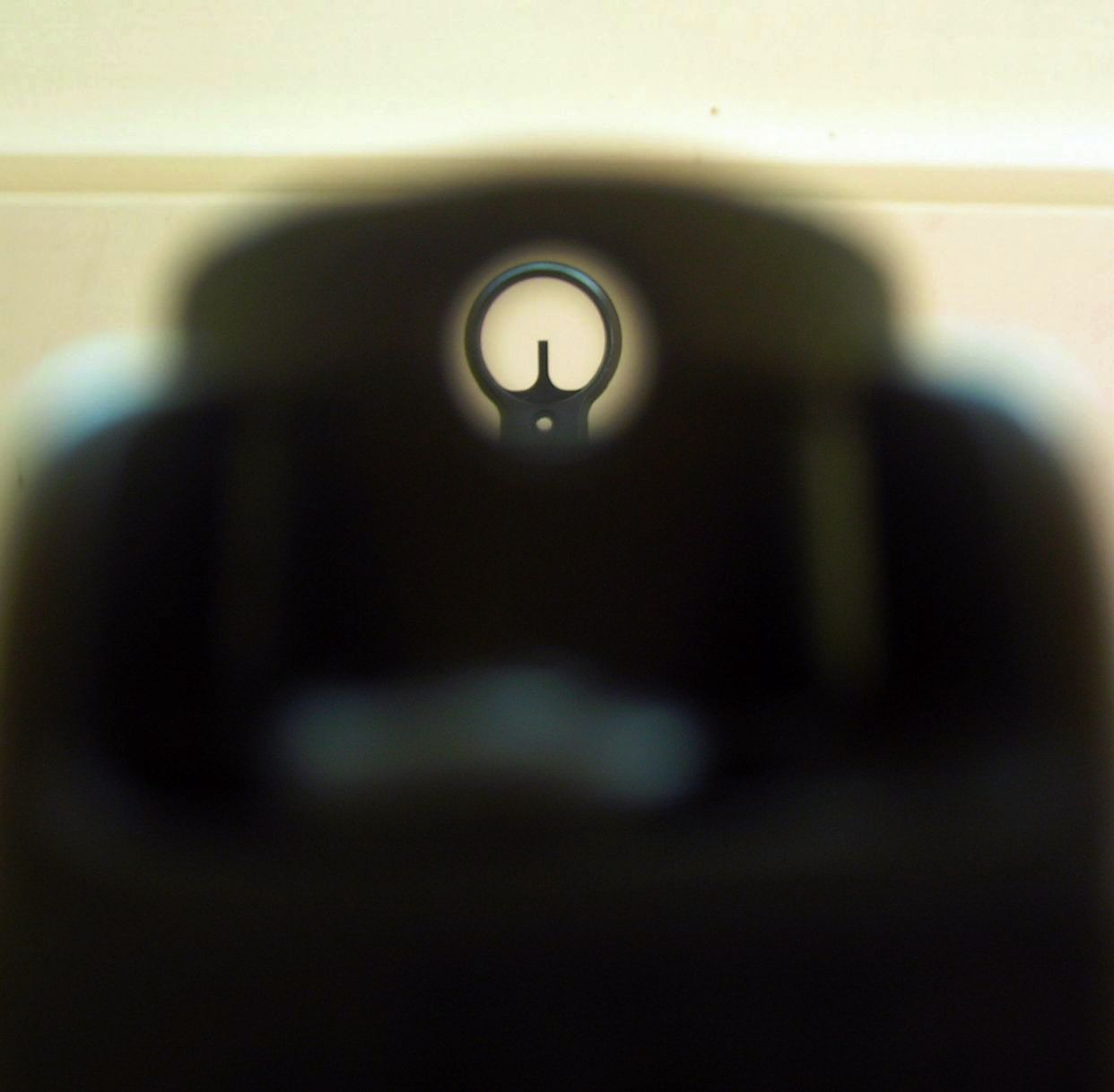
Imagem vista através de uma mira de ferro da submetralhadora H&K MP5.

Mira de ferro é um sistema de marcadores de alinhamento (usualmente metal) usado como dispositivo de observação para auxiliar na mira de um dispositivo como uma arma de fogo, besta, ou telescópio, e excluir o uso de óptica como em mira telescópica ou mira reflexiva.
O conjunto de mira de ferro é tipicamente constituída por duas partes formadas por lâminas de metal: uma parte traseira montada perpendicular a linha de visão (alça de mira) e uma parte frontal que é um poste, cordão, ou anel (massa de mira). Miras abertas usam um entalhe de algum tipo como mira traseira, enquanto as miras de abertura usam alguma forma de furo circular. As armas de fogo civis, da caça, e da polícia geralmente usam miras abertas, enquanto os rifles militares de batalha empregam miras de abertura.
As primeiras e mais simples miras de ferro são fixas e não podem ser facilmente ajustadas. Muitas miras de ferro são projetadas para ser ajustáveis, de modo que as miras podem ser ajustadas tanto em elevação quanto em lateralidade. Em muitas armas de fogo é a mira traseira que é ajustável.
Para aplicações de precisão como caça ou precisão a mira de ferro são normalmente substituídas por mira telescópica. As miras de ferro podem ainda ser montadas ao lado de outros dispositivos de observação (ou no caso de alguns modelos de óptica, incorporados integralmente) para utilização de recuperação.

## Teoria

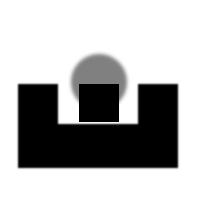
Uma imagem de visão da preensão do centro com foco na mira traseira; O ponto cinza fora de foco representa o alvo

Uma imagem de visão de 6 horas com foco na mira frontal; O ponto cinza fora de foco representa o alvo

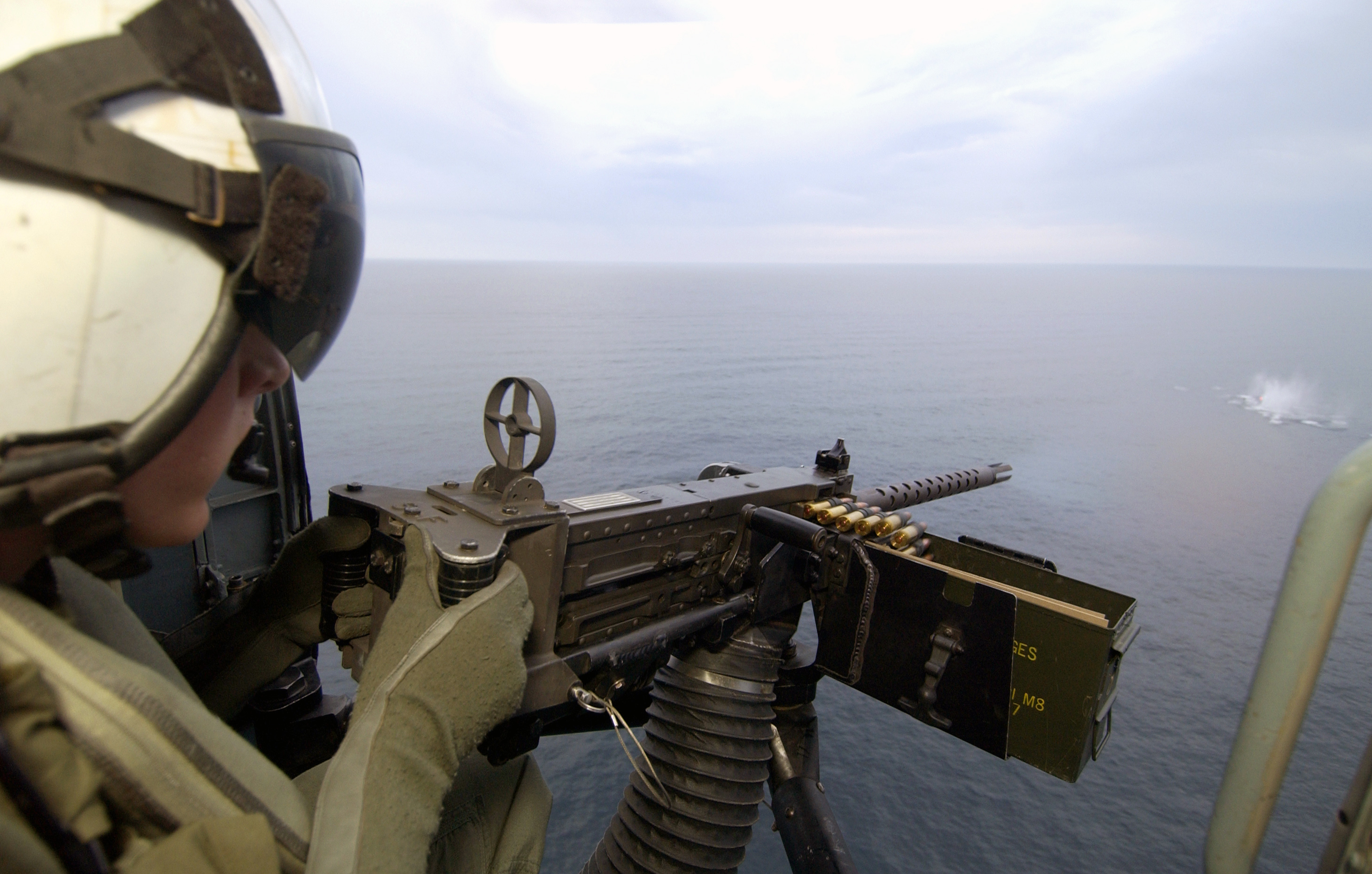
Mira do anel de ferro da artilharia aérea em um GAU-21 que permite compensar a rotação-passo-guinada de um avião.

No caso das armas de fogo, onde o projétil segue uma newtoniana, as miras frontais e traseiras devem ser alinhadas com a linha de visão do atirador para o alvo, conhecido como "Ponto de Apontamento" (POA), calibrado à distância do alvo e da trajetória da bala, de modo que a bala atinga o alvo no ponto de impacto (POI). Os pontos de referência de ferro fornecem pontos de referência horizontais e verticais que permitem ao atirador treinar a arma.
As miras traseiras são geralmente montadas sobre a caixa da culatra, mais próxima ao olho do atirador, permitindo fácil captação visual do entalhe. Já as miras frontais são montadas no cano por encaixe de junta, solda, parafusando, ou estacando perto da boca do cano, frequentemente em forma de rampa. Algumas montagens da mira frontal incluem um capuz destacável destinado a reduzir o brilho, então isso fornece uma referência onde o olho irá naturalmente alinhar um dentro do outro 
Com uma lâmina típica ou poste nas miras de ferro, o atirador iria centralizar o poste da frente no entalhe da mira traseira e os topos de ambos os locais devem ser niveladas. Uma vez que o olho só é capaz de se concentrar em um plano, E a vista traseira, mira frontal, e os alvos estão todos em planos separados, apenas um desses três planos pode estar em foco. Qual plano está em foco depende do tipo de visão, e um dos desafios para um atirador é manter o foco no plano correto para permitir o melhor alinhamento visual.
Mesmo um pequeno erro no alinhamento do ângulo de visão resulta em uma trajetória que diverge do alvo em uma trajetória diretamente em relação à distância do alvo, fazendo com que a bala não perceba o alvo; Por exemplo, com um atirador de rifle de ar de 10 metros tentando acertar o anel de 10, que é apenas 0,5 mm (0.020 polegadas) de diâmetro no alvo a 10 m (33 pés) e com um pellet de 4,5 mm (0.18  polegadas) de diâmetro , Um erro de apenas 0,2 mm (0.0079 polegadas) No alinhamento da vista pode significar uma falha total a 3 mm (0.12 polegadas) ponto de falta de impacto). A 1,000 m (3.300 pés), esse mesmo desalinhamento seria ampliado 100 vezes, dando um erro de mais de 300 mm (12 polegadas), 1.500 vezes o desalinhamento visor. Uma longa linha de observação, chamada de 'raio de visão', ajuda a reduzir eventuais erros de ângulo e, caso a mira tenha um mecanismo de ajuste incremental, ajuste em incrementos menores quando comparado com outra linha de observação mais curta e idêntica.
Pontos de vista para as espingardas usadas para atirar em alvos pequenos e móveis (tiro na asa ou tiro com argila) funcionam de forma bastante diferente. A mira traseira é completamente descartada e o ponto de referência traseiro é fornecido pelo posicionamento correto e consistente da cabeça do atirador. Uma ponta redonda brilhantemente colorida (geralmente de bronze ou cor de prata, branca ou fluorescente) é colocada na extremidade do cano. Muitas vezes, este talão será colocado ao longo de uma costela levantada, plana, que é normalmente ventilado para mantê-lo fresco e reduzir efeitos miragem de um cano quente. Ao invés de ser apontado como um rifle ou revólver, a espingarda é apontada com o foco sempre no alvo e a imagem desfocada do cano e do grânulo é colocada abaixo do alvo (o montante abaixo depende se o alvo está subindo ou caindo) e ligeiramente à frente do alvo se houver movimento lateral. Este método de apontar não é tão preciso como o de uma combinação de mira frontal/mira traseira, mas é muito mais rápido, e a ampla distribuição de tiro permite um acerto, mesmo se houver algum erro no objetivo. Algumas espingardas também fornecem um meia-pérola, que é um pequeno talão localizado a meio da costela, o que permite mais feedback sobre o alinhamento do cano.

## Mira aberta

Uma seleção de miras abertas, e uma mira de abertura apropriada para o uso com o relevo longo do olho: A) U-entalhe e poste, B) Patridge, C) V-entalhe e poste, D) Expresso, E) U-entalhe e cordão, F) V-entalhe e cordão, G) Trapézio, H) anel fantasma. O ponto cinza representa o alvo

Miras abertas geralmente são usadas onde a mira traseira está a uma distância significativa do olho do atirador. Eles fornecem oclusão mínima da visão do atirador, mas às custas da precisão. Miras abertas usam geralmente um poste quadrado ou um cordão de poste para uma visão frontal. Para usar a mira, o poste ou cordão é posicionado verticalmente e horizontalmente no centro do entalhe da mira traseira. Para um ponto central, a mira frontal é posicionada no centro do alvo, bissetando o alvo verticalmente e horizontalmente. Para uma espera de 6 horas, a mira frontal é colocada logo abaixo do alvo e centrada horizontalmente. Uma retenção de 6 horas só é boa para um alvo de tamanho conhecido a uma distância conhecida e não manterá no zero sem ajuste do usuário se esses fatores forem variados. Do ponto de vista do atirador, deve haver um espaço visível entre cada lado da mira frontal e as bordas do entalhe; Os espaços são chamados de "barras de luz", e o brilho das barras de luz proporciona uma retorna (feedback) para o atirador quanto ao alinhamento do poste no entalhe. Alinhamento vertical é feito alinhando o topo do poste frontal com a parte superior da mira traseira, ou colocando o talão logo acima do fundo do V ou U-entalhe. Se o pino não estiver centrado no entalhe V ou U, o tiro não será preciso.  Se o poste se estende sobre o V ou U-entalhe resultará em um tiro baixo.

## Miras de abertura

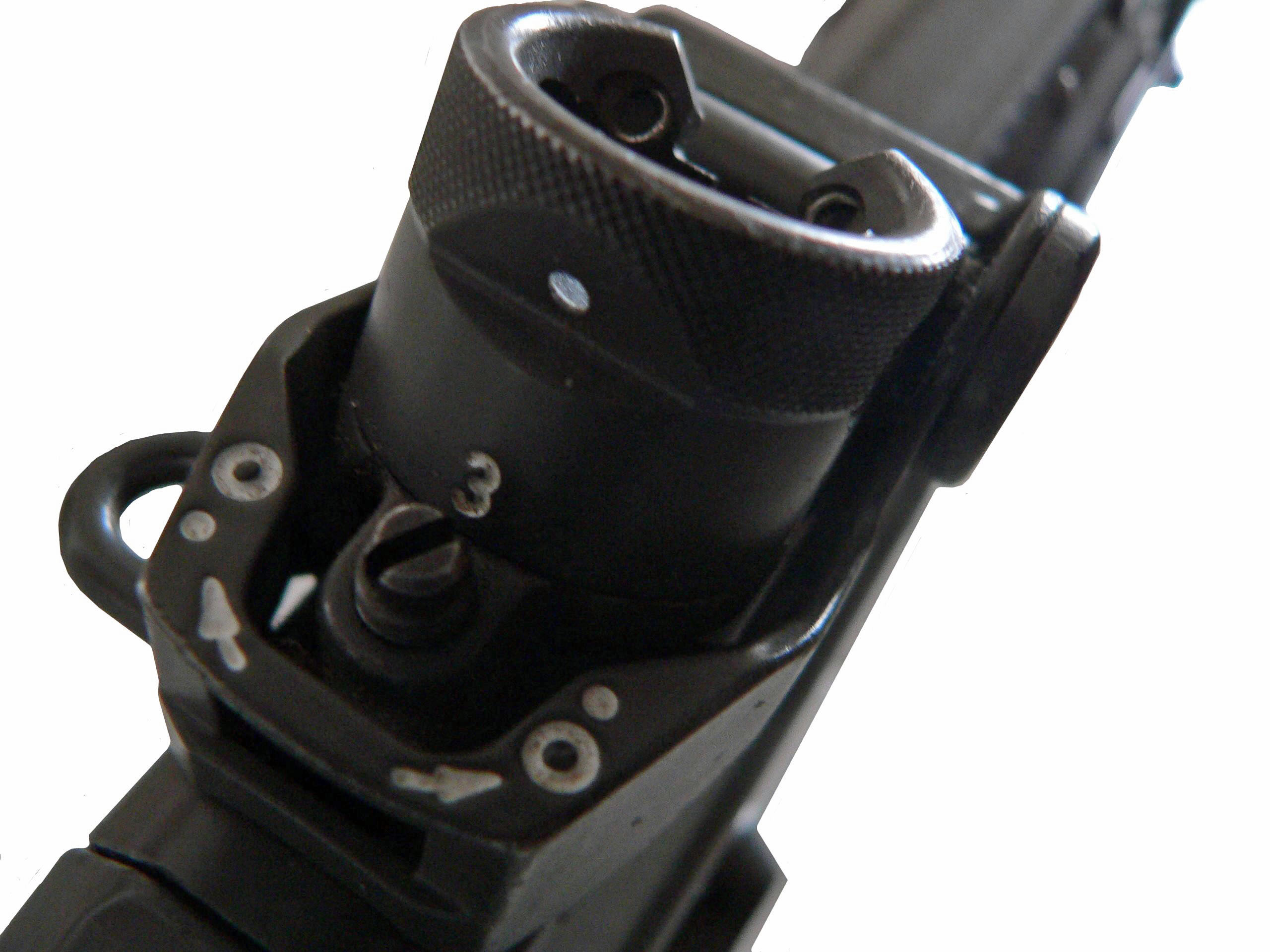
Traseira, girando vista do tambor de dioptria de uma fuzil de assalto SIG SG 550. A abertura de visualização acima do "3" (denotando a configuração de 300 m) pode ser vista

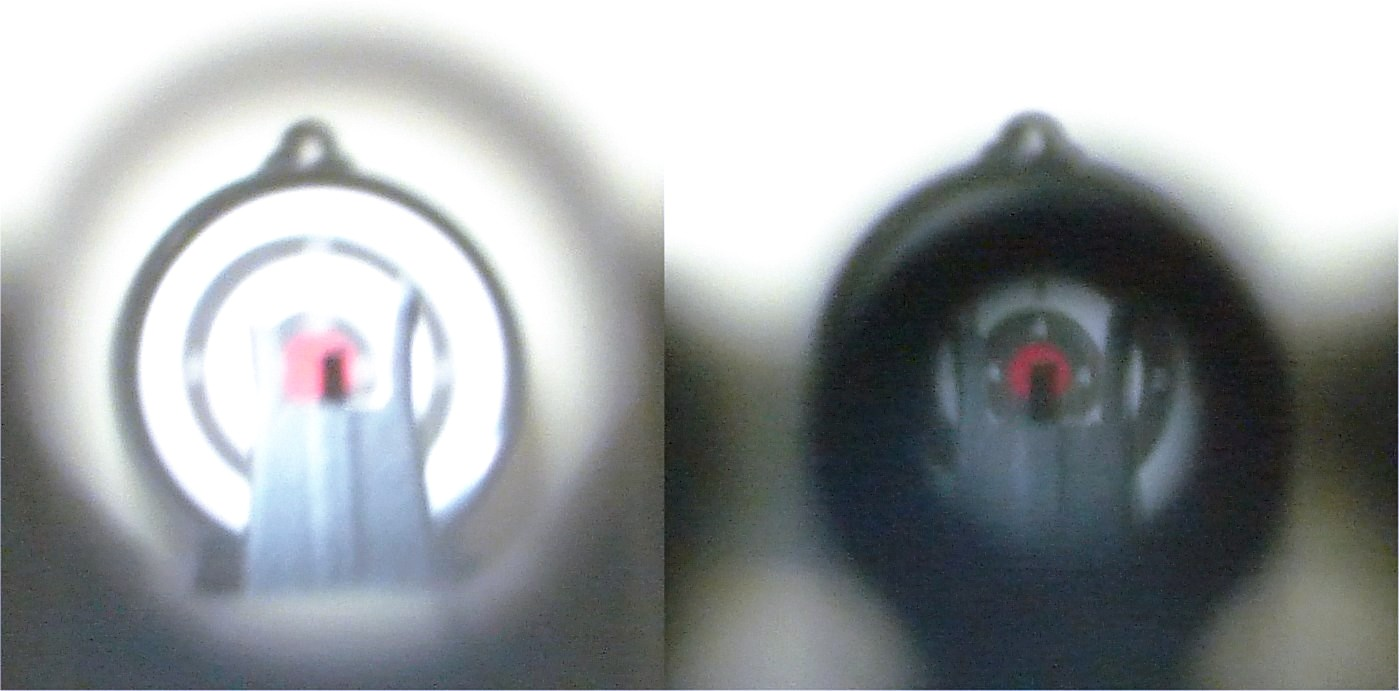
Fotografias tiradas em condições idênticas através de visões de grande diâmetro (esquerda) e pequena (direita), com câmera focada na visão frontal

Miras de abertura, também conhecidas como "visões", vão desde a visão de "anel fantasma", cujo fino anel se torna quase invisível (daí "fantasma"), visando miras de abertura que usam discos grandes ou outros Oclusores com aberturas tamanho pinhole. Em geral, quanto mais grosso for o anel, mais precisa será a mira, e quanto mais fino for o anel, mais rápido será a mira.
A teoria da operação traseira da mira de abertura é frequentemente afirmada que o olho humano irá automaticamente centrar a visão frontal ao olhar através da abertura traseira, garantindo assim a precisão.  No entanto, as miras de abertura são precisas, mesmo que a visão frontal não esteja centrada na abertura traseira devido a um fenômeno chamado de supressão de paralaxe. Isso ocorre porque, quando a abertura é menor do que o diâmetro da pupila do olho, a própria abertura se torna a pupila de entrada para todo o sistema óptico de alvo, postura frontal, abertura traseira e olho. Enquanto o diâmetro da abertura estiver completamente contido no diâmetro da pupila do olho, a localização visual exata do poste de visão frontal dentro do anel de abertura traseira não afeta a precisão, e a precisão só começa a degradar-se ligeiramente devido ao deslocamento de paralaxe à medida que o diâmetro da abertura começa a invadir a parte externa do diâmetro da pupila. Um benefício adicional para as miras de abertura é que as aberturas menores proporcionam maior profundidade de campo, tornando o alvo menos embaçado quando se concentra na mira frontal.
Esses pontos da mira são usados em alvos de fuzis de várias disciplinas e em vários fuzis militares, como o M1 Garand, a série No. 4 Enfields e a série de armas M16, juntamente com vários outros. Miras espreitas são muito eficazes em pouca iluminação, e encontraram favor com alguns caçadores que caçam em uma capa pesada.

### Anéis fantasma

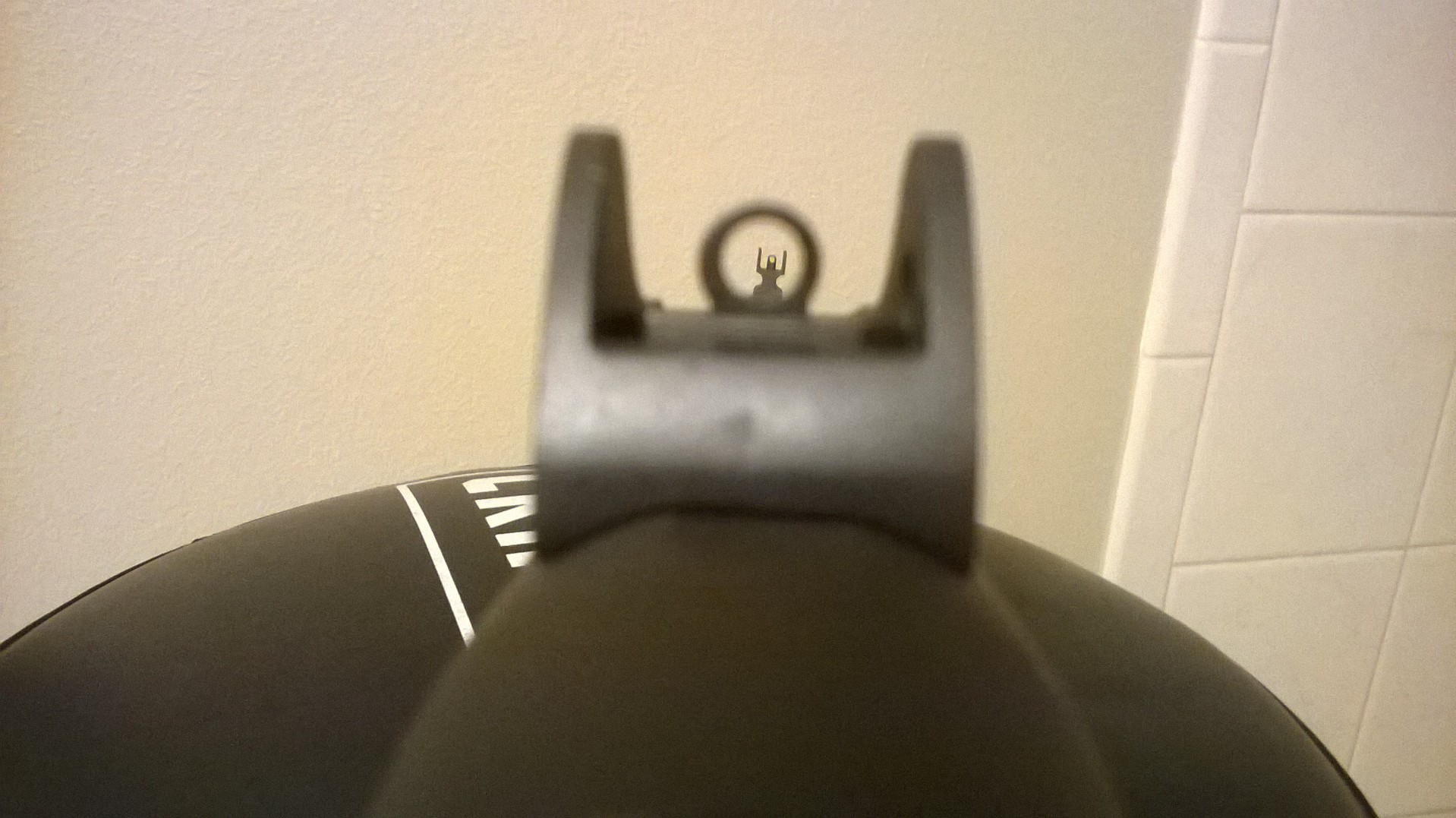
Exemplo de anel fantasma na espingarda Stevens modelo 350.

A mira do anel fantasma é considerada por alguns ser o tipo mais rápido da mira de abertura. É bastante preciso, fácil de usar e obscurece o alvo menos do que quase todos os outros pontos de vista não-ópticos. Devido a isso, miras anéis fantasma são comumente instalado em espingardas de combate e submetralhadoras (e em muito menor medida, fuzis). O anel fantasma é uma inovação razoavelmente recente, e difere das miras tradicionais de abertura na extrema finura do anel traseiro, e a mira frontal ligeiramente mais grossa. O anel fino minimiza a oclusão do alvo, enquanto o poste frontal mais grosso facilita a localização rápida.
Um anel fantasma também pode assumir a forma de um tubo que varia de 3 a 6 cm de comprimento, com o poste montado na extremidade interior do tubo. Este tipo de anel fantasma é usado quando não pode haver mira frontal na extremidade dianteira do cano. É ligeiramente mais lento de usar, porque o olho do atirador tem que se concentrar no poste, depois se concentrar no alvo. No entanto, em situações em que é necessário um avanço extremamente rápido, o atirador pode simplesmente olhar através do tubo, e é fácil ver se a mira é reta do tubo.

## Melhorias
Enquanto as mistas de ferro são basicamente muito simples, que a simplicidade também leva a uma surpreendente variedade de implementações diferentes. Além das considerações puramente geométricas da lâmina frontal e entalhe traseiro, há alguns fatores que precisam ser considerados ao escolher um conjunto de miras de ferro para uma finalidade específica.

### Redução do brilho
O brilho, particularmente da mira frontal, pode ser um problema significativo com miras de ferro. O brilho da mira frontal pode aumentar o brilho aparente da barra de luz em um lado da visão, causando erros de "windage" ao apontar, ou diminuir a altura aparente da mira frontal, causando erros de elevação ao apontar. Uma vez que a direção da luz ambiente é raramente constante para um atirador, o brilho resultante pode afetar significativamente o ponto de mira.

## Nota
1. ↑  Cálculos assumem um raio de visão de 660 mm (26 polegadas) ou linha de observação